# Полино
Полѝно (на италиански: Polino) е село и община в Централна Италия, провинция Терни, регион Умбрия. Разположено е на 836 m надморска височина. Населението на общината е 260 души (към 2011 г.).